# 69. Oscar-gála
A 69. Oscar-gálán a független, azaz a hollywoodi finanszírozási rendszeren kívüli filmesek uralták a mezőnyt, ami miatt 1996-ot a „független filmesek évének” nevezték. A Legjobb film díjára egy kivételével kizárólag alacsony költségvetésű, független mozikat neveztek.
A díjkiosztó nagy győztese Anthony Minghella Az angol beteg c. filmje volt, ami 12 nevezést kapott, és 9 díjat nyert, köztük a Legjobb filmnek járót. Andrew Lloyd Webber, a legjobb dal díjának átvételekor (Tim Rice-szal, az Evita You Must Love Me c. daláért) úgy nyilatkozott: „Hát, hála istennek hogy Az angol betegben nem énekeltek, csak ezt tudom mondani.” [forrás?]
Szintén kiemelkedő volt a Fargo, amit 7 díjra jelöltek, amiből 2-t meg is nyert, a Ragyogj! (Shine), amit szintén 7 díjra jelöltek de csak egyet vitt el, és a Jerry Maguire – A nagy hátraarc, amit 5 díjra jelöltek és szintén csak egyet nyert meg.

## Előzmények
Nem sokkal a ceremónia előtt két kisrepülőgép szállt el az auditórium felett, reklámcsíkot húzva. Az első akkor jelent meg, amikor Larry Flynt, az Oscar-ra jelölt Larry Flynt, a provokátor c. film főhőse megérkezett, és ezt a feliratot lehetett rajta olvasni: „Columbia Studios Sucks – Larry Flynt”. A második felirat így szólt: „Disney uses sweatshops – 30 cents an hour in Haiti” (azaz: a Disney óránként 30 centtel zsákmányolja ki a haiti munkásokat), a Walt Disney Studios kellékeit gyártók állítólagos munkafeltételeit kritizálva.[forrás?]

## Győztesek és jelöltek

### Színészek
Legjobb férfi főszereplő
- Tom Cruise – Jerry Maguire – A nagy hátraarc {"Jerry Maguire"}
- Ralph Fiennes – Az angol beteg {"Almasy"}
- Woody Harrelson – Larry Flynt, a provokátor {"Larry Flynt"}
- Geoffrey Rush – Ragyogj! {"David Helfgott"}
- Billy Bob Thornton – Pengeélen {"Karl Childers"}

Legjobb férfi mellékszereplő
- Cuba Gooding Jr. – Jerry Maguire – A nagy hátraarc {"Rod Tidwell"}
- William H. Macy – Fargo {"Jerry Lundegaard"}
- Armin Mueller-Stahl – Ragyogj! {"Peter Helfgott"}
- Edward Norton – Legbelső félelem {"Aaron Stampler"}
- James Woods – Kísért a múlt {"Byron De La Beckwith"}

Legjobb női főszereplő
- Brenda Blethyn – Titkok és hazugságok {"Cynthia"}
- Diane Keaton – Marvin szobája {"Bessie"}
- Frances McDormand – Fargo {"Marge Gunderson"}
- Kristin Scott Thomas – Az angol beteg {"Katharine Clifton"}
- Emily Watson – Hullámtörés {"Bess"}

Legjobb női mellékszereplő
- Joan Allen – A salemi boszorkányok {"Elizabeth Proctor"}
- Lauren Bacall – Tükröm, tükröm {"Hannah Morgan"}
- Juliette Binoche – Az angol beteg {"Hana"}
- Barbara Hershey – Egy hölgy arcképe {"Madame Serena Merle"}
- Marianne Jean-Baptiste – Titkok és hazugságok {"Hortense"}

### Filmek
Legjobb film
- Az angol beteg – Saul Zaentz, producer
- Fargo – Ethan Coen, Producer
- Jerry Maguire – A nagy hátraarc – James L. Brooks, Laurence Mark, Richard Sakai and Cameron Crowe, Producerek
- Titkok és hazugságok – Simon Channing-Williams, Producer
- Ragyogj! – Jane Scott, Producer

Külföldi film
- A kaukázusi fogoly – Oroszország
- Kolja – Csehország
- Rizsporos intrikák – Franciaország
- A szerelmes szakács 1001 receptje – Georgia
- A vasárnap túloldala – Norvégia

Animációs rövidfilm
- Canhead – Timothy Hittle, Chris Peterson
- La Salla – Richard Condie
- Quest – Tyron Montgomery, Thomas Stellmach
- Wat's Pig – Peter Lord

Rövidfilm
- De Tripas, Corazon – Antonio Urrutia
- Dear Diary – David Frankel, Barry Jossen
- Ernst & Lyset – Kim Magnusson, Anders Thomas Jensen
- Esposados – Juan Carlos Fresnadillo
- Wordless – Bernadette Carranza, Antonello De Leo

Dokumentumfilm
- The Line King: The Al Hirschfeld Story – Susan W. Dryfoos
- Mandela – Jo Menell, Angus Gibson
- Suzanne Farrell: Elusive Muse – Anne Belle, Deborah Dickson
- Tell the Truth and Run: George Seldes and the American Press – Rick Goldsmith
- When We Were Kings – Leon Gast, David Sonenberg

Rövid dokumentumfilm
- Breathing Lessons: The Life and Work of Mark O'Brien – Jessica Yu
- Cosmic Voyage – Jeffrey Marvin, Bayley Silleck
- An Essay on Matisse – Perry Wolff
- Special Effects – Susanne Simpson, Ben Burtt
- The Wild Bunch: An Album in Montage – Paul Seydor, Nick Redman

### Alkotók
Rendező
- Az angol beteg – Anthony Minghella
- Fargo - Joel Coen
- Larry Flynt, a provokátor – Miloš Forman
- Ragyogj! – Scott Hicks
- Titkok és hazugságok – Mike Leigh

Adaptált forgatókönyv
- Az angol beteg – Anthony Minghella
- Hamlet – Kenneth Branagh
- Pengeélen – Billy Bob Thornton
- A salemi boszorkányok – Arthur Miller
- Trainspotting – John Hodge

Eredeti forgatókönyv
- Fargo – Ethan Coen, Joel Coen
- Jerry Maguire – A nagy hátraarc – Cameron Crowe
- Lone Star – John Sayles
- Ragyogj! – Jan Sardi, Scott Hicks
- Titkok és hazugságok – Mike Leigh

Látványtervező
- Az angol beteg – látvány: Stuart Craig; díszlet: Stephenie McMillan
- Evita – látvány: Brian Morris; díszlet: Philippe Turlure
- Hamlet – Tim Harvey
- Madárfészek – látvány: Bo Welch; díszlet: Cheryl Carasik
- Romeo+Júlia – látvány: Catherine Martin; díszlet: Brigitte Broch

Operatőr
- Az angol beteg – John Seale
- Evita – Darius Khondji
- Fargo – Roger Deakins
- Michael Collins – Chris Menges
- Repülj velem! – Caleb Deschanel

Jelmeztervező
- Az angol beteg – Ann Roth
- Angyalok és rovarok – Paul Brown
- Egy hölgy arcképe – Janet Patterson
- Emma – Ruth Myers
- Hamlet – Alex Byrne

Vágás
- Az angol beteg – Walter Murch
- Evita – Gerry Hambling
- Fargo – Roderick Jaynes
- Jerry Maguire – A nagy hátraarc – Joe Hutshing
- Ragyogj! – Pip Karmel

Smink
- Bölcsek kövére – Rick Baker, David LeRoy Anderson
- Kísért a múlt – Matthew W. Mungle, Deborah La Mia Denaver
- Star Trek: Kapcsolatfelvétel – Michael Westmore, Scott Wheeler, Jake Garber

Eredeti drámai filmzene
- Az angol beteg – Gabriel Yared
- Hamlet – Patrick Doyle
- Michael Collins – Elliot Goldenthal
- Ragyogj! – David Hirschfelder
- Pokoli lecke – John Williams

Eredeti musical- vagy vígjátékfilmzene
- Emma – Rachel Portman
- Elvált nők klubja – Marc Shaiman
- James és az óriásbarack – Randy Newman
- Kinek a papné – Hans Zimmer
- A Notre Dame-i toronyőr – zene Alan Menken; dalszöveg Stephen Schwartz; karmester Alan Menken

Dal
- Evita ("You Must Love Me") – zene Andrew Lloyd Webber; dalszöveg Tim Rice
- A hírek szerelmesei ("Because You Loved Me") – Diane Warren
- Nyomul a banda ("That Thing You Do!") – Adam Schlesinger
- Szép kis nap ("For the First Time") – James Newton Howard, Jud J. Friedman és Allan Dennis Rich
- Tükröm, tükröm ("I Finally Found Someone") – Barbra Streisand, Marvin Hamlisch, Bryan Adams és Robert 'Mutt' Lange

Hang
- Az angol beteg – Walter Murch, Mark Berger, David Parker, Chris Newman
- Evita – Andy Nelson, Anna Behlmer, Ken Weston
- A függetlenség napja – Chris Carpenter, Bill W. Benton, Bob Beemer, Jeff Wexler
- A szikla – Kevin O'Connell, Greg P. Russell, Keith A. Wester
- Twister – Steve Maslow, Gregg Landaker, Kevin O'Connell, Geoffrey Patterson

Hangvágás
- Daylight – Alagút a halálba – Richard L. Anderson, David A. Whittaker
- Ragadozók – Bruce Stambler
- Végképp eltörölni – Alan Robert Murray, Bub Asman

Vizuális effektek
- Sárkányszív – Scott Squires, Phil Tippett, James Straus, Kit West
- A függetlenség napja – Volker Engel, Douglas Smith, Clay Pinney, Joseph Viskocil
- Twister – Stefen Fangmeier, John Frazier, Habib Zargarpour, Henry La Bounta

Életműdíj
- Michael Kidd kapta a táncművészetnek a képernyőn történő megjelenítéséért végzett erőfeszítéseiért.

### In Memoriam
Angela Bassett konferálásában az Akadémia néhány percet szán arra, hogy emlékezzen a mozivilág előző évi halottaira:
Jo Van Fleet, Tupac Shakur, Brigitte Helm, Dorothy Lamour, Sterling Spillphant forgatókönyvíró, Saul Bass designer, Steve Tesich forgatókönyvíró, Juliet Prowse, Joseph Biroc operatőr, Howard E. Rollins Jr., Jack Weston,  Krzysztof Kieślowski rendező, Fred Zinnemann rendező, Ben Johnson, Gene Nelson, Edward C. Carfagno látványtervező, Joanne Dru, John Alton operatőr, Greer Garson, Albert Broccoli producer, Pandro S. Berman producer, Lew Ayres, Sheldon Leonard, Claudette Colbert és Marcello Mastroianni.